# Georges Nivat

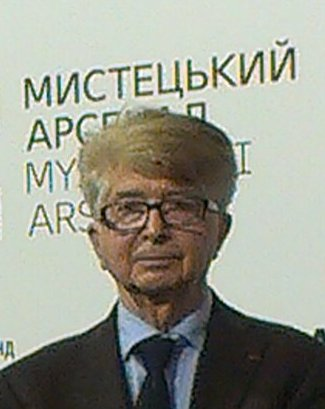
Georges Nivat

Georges Nivat (* 1935 in Clermont-Ferrand) ist ein emeritierter französischer Slawist und Russlandexperte. Er übersetzte u. a. Werke von Alexander Solschenizyn ins Französische und betreut für den Verlag Editions L’Âge d’Homme in Lausanne die russische und osteuropäische Literatur.

## Leben und Werk
Der Sohn von Jean Nivat (1906–1987) und Gabrielle Aubouy (1907–2000) studierte an der École normale supérieure und der Sorbonne. Nach Stationen an den Universitäten von Toulouse und Lille war er Professor an der Universität Paris X und der Universität Genf, an der er von 1997 bis 2000 das europäische Institut leitete. Er arbeitet auch an den Universitäten Harvard und Stanford. Essays sind in den Zeitschriften Esprit und Le Débat erschienen. Seit 1990 ist er ordentliches Mitglied der Academia Europaea. Von 1996 bis 2008 war er Präsident der Rencontres internationales de Genève.
Die Kriegsreporterin und Buchautorin Anne Nivat ist seine Tochter.

## Werke
- Sur Soljenitsyne, Lausanne, L’Âge d’Homme, 1974.
- Soljenitsyne, Paris, Le Seuil, 1980.
- Vers la fin du mythe russe. Essai sur la culture russe de Gogol à nos jours, Lausanne, L’Âge d’Homme, 1982, coll. Slavica.
- Russie-Europe. La fin du schisme. Études littéraires et politiques, Lausanne, L’Âge d’Homme, 1993.
- Vivre en russe, Lausanne, L’Âge d’Homme, 2007.
- Le Phénomène Soljénitsyne, Paris, Fayard, 2009.
- Efim Etkind, Georges Nivat, Ilya Serman et Vittorio Strada, Histoire de la littérature russe (6 Bde.) Paris, Fayard, 1987–2005